# Dez Cadena
Dez Paul Cadena, noto più semplicemente come Dez Cadena (Newark, 2 giugno 1961), è un cantante e chitarrista statunitense, celebre per essere stato componente dei gruppi punk Black Flag e Misfits.

## Discografia
Con i Black Flag:
- 1981 - Six Pack
- 1981 - Louie Louie
- 1981 - Damaged
- 1982 - TV Party
- 1982 - Everything Went Black
- 1983 - The First Four Years
- 1987 - Wasted...Again

Con i DC3:
- 1985 - This Is the Dream
- 1985 - The Good Hex
- 1986 - You're Only As Blind...
- 1989 - Vida

Con i Vida
- 1995 - Vida

Con i Misfits:
- 2002 - The Day the Earth Caught Fire (singolo)
- 2003 - Project 1950 (album)
- 2006 - Psycho In The Wax Museum (singolo)
- 2009 - Land Of The Dead (singolo)
- 2011 - Devil's Rain (album)
- 2013 - DeA.D. Alive (live album)
- 2013 - Science Fiction/Double Feature (singolo)
- 2013 - Descending Angel (singolo)
- 2013 - Horror Xmas (singolo)

Con gli Osaka Popstar:
- 2006 - Osaka Popstar and the American Legends of Punk (album)